# VPH
VPH SA – polski producent piwa i napojów bezalkoholowych otrzymywanych na bazie słodu. Spółka została założona w 1989 roku jako polsko-niemieckie joint venture pod firmą Van Pur. Do przedsiębiorstwa należy pięć zakładów piwowarskich (Jędrzejów, Koszalin, Łomża, Rakszawa, Zabrze).
Siedziba spółki VPH mieści się w Warszawie.

## Historia
Spółka VPH powstała w 1989 roku jako Van Pur Sp. z o.o.. Jej założycielami byli trener piłkarski z klubu CWKS Resovia Rzeszów, Zbigniew Wantusiak i przedsiębiorca z Republiki Federalnej Niemiec, Siegfried Pura (od ich nazwisk pochodzi nazwa „Van Pur“). Formalnym udziałowcem ze strony niemieckiej była Astrid Pura. Początkowo spółka zajmowała się handlem, produkcją odzieży i wytwarzaniem wyrobów z PCW.
W 1992 roku firma Van Pur otworzyła rozlewnię piwa konfekcjonowanego państwowych browarów w Leżajsku i Poznaniu. Jednocześnie w latach 1992–1993 na bazie zabudowań dawnej fabryki sukna wybudowała od podstaw nowoczesny zakład piwowarski w Rakszawie.
W 1995 roku spółka Van Pur zrezygnowała z rozlewu piwa innych producentów na rzecz produkcji pod własną marką. W tym też roku skoncentrowała swoją działalność wyłącznie na rynku piwowarskim. W 1997 roku spółka przyjęła formę prawną spółki akcyjnej. W tym czasie wzrosła znacznie produkcja. Głównym rynkiem zbytu dla przedsiębiorstwa Van Pur do końca XX wieku były kraje Wspólnoty Niepodległych Państw oraz Polska południowa i centralna.
W 2000 roku większościowy pakiet udziałów w firmie nabył austriacki koncern piwowarski Brau Union, który rozpoczął współpracę z Van Pur jeszcze jako partner strategiczny w drugiej połowie lat 90. XX wieku. W 2003 roku pierwotni właściciele spółki odzyskali swoje udziały odkupując je od holenderskiego koncernu Heineken, który nabył spółkę Brau Union. W 2005 roku przedsiębiorstwo kupiło Browary Górnośląskie w Zabrzu. W 2006 roku siedziba spółki została przeniesiona z Rzeszowa do Warszawy. W 2009 roku przedsiębiorstwo zakupiło browar w Koszalinie, a w 2010 zgłosiło zainteresowanie zakupem browaru w Braniewie. Do transakcji kupna jednak nie doszło.
W grudniu 2010 roku Van Pur podpisał umowę z duńskim koncernem Royal Unibrew, na mocy której nabył spółkę Royal Unibrew Polska. W zamian przedsiębiorstwo Royal Unibrew otrzymało 20% akcji spółki Van Pur.
W 2011 roku w związku ze zmianami właścicielskimi spółka Royal Unibrew Polska została przekształcona przez Van Pur w spółkę zależną Browary Regionalne Łomża, której zadaniem jest zarządzanie zakładami piwowarskimi w Jędrzejowie i w Łomży, a od 2013 roku również w Koszalinie, Rakszawie i Zabrzu.
Od 2011 roku spółka Van Pur przechodziła restrukturyzację. W 2013 roku zmieniła nazwę na VPH. Nazwę Van Pur otrzymała z kolei firma Browary Regionalne Łomża.

## Charakterystyka
Przedmiotem działalności przedsiębiorstwa jest produkcja piwa i napojów bezalkoholowych, a także ich konfekcjonowanie oraz dystrybucja. VPH jest jednym z najszybciej rozwijających się przedsiębiorstw branży piwowarskiej w Polsce. W 2011 roku posiadała pięć zakładów piwowarskich o zdolnościach produkcyjnych przekraczających 3,5 miliona hektolitrów piwa rocznie. Firma posiada około 10% udziałów w polskim rynku piwa.
Produkuje głównie dla sieci dużych supermarketów oraz dyskontów spożywczych. Eksportuje również swoje wyroby do wielu krajów Europy i Azji.

## Holding
- Bagpak Polska – produkcja i sprzedaż puszek metalowych
- Van Pur – produkcja piwa i napojów bezalkoholowych

## Portfel marek
- Brok
  - Export
  - Sambor
  - Strong
  - Radler
- Chłopski kwas chlebowy
- Cooler
  - Lemon Beer
  - Natural Radler
- Cortes
  - Cortes Tequila
  - Cortes Mojito
- Edelmeister Pilsener
- Hüfi (Irlandia)
- Kanclerz
- Karpackie
  - Mocne
  - Premium
  - Pils
  - Super Mocne
- Kralle Bräu (Włochy)
  - Extra Strong
- Korona Książęca
- Łomża
  - Export
  - Export Miodowe
  - Export Niefiltrowane
  - Export Niepasteryzowane
  - Export Pszeniczne
  - Mocne
  - Niepasteryzowane
  - Pils
  - Wyborowe
  - Wyborowe Niepasteryzowane
- Podpiwek Jędrzej
- Razowy kwas chlebowy
  - o smaku śliwkowym
  - o smaku żurawinowym
  - z żyta i jęczmienia
- Rybnicki Full
- Strzelec
  - Jasne Pełne
  - Mocne
- Super Piwosz
- Śląskie
  - Pełne
  - Mocne
  - Super Mocne
- Trzy Korony
  - Jasne
  - Mocne
- Van Pur
  - Non-Alcoholic
  - Premium
  - Super Mocne
- Zlaty Hrad
  - Strong